# Graphique en crosse de hockey

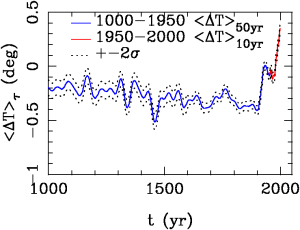
Courbe des températures dite en forme de « crosse de hockey ».

Le graphique en « crosse de hockey » désigne la forme des reconstitutions dites « MBH98 » et « MBH99 » de la variation de la température moyenne du globe depuis 1 000 ans proposée en 1998 puis 1999 par Michael E. Mann assisté de Raymond S. Bradley et Malcolm K. Hughes,.

## Origine du terme
Le terme « crosse de hockey » a été suggéré par le chef du Geophysical Fluid Dynamics Laboratory de la National Oceanic and Atmospheric Administration (NOAA), Jerry D. Mahlman (en), pour décrire le modèle.

## Représentation emblématique, impact et controverse
(juin 2021).
Ce graphique souligne l'accroissement marqué de température depuis 1900. Il revoit à la baisse l'importance donnée à la période chaude correspondant au Moyen Âge européen (optimum climatique médiéval), suivie d'une période froide à partir de la Renaissance jusqu'au milieu du XIXe siècle (Petit Âge glaciaire), deux périodes que les historiens supposaient plus marquées. La reconstitution de Mann et al. représente un argument parmi d'autres en faveur du réchauffement climatique d'origine principalement anthropique et a été mentionné dans le rapport 2001 du GIEC. Il est considéré comme un des graphiques les plus emblématiques du réchauffement climatique et à ce titre ce graphique a fait l'objet d'importantes controverses auxquelles les querelles d'opinion politique ne sont pas étrangères, surtout aux États-Unis où les avis sur la problématique du climat sont très polarisés. Au vu des critiques méthodologiques émises essentiellement à l'encontre de son approche statistique, il a été cependant complété et amendé depuis sans qu'il puisse être fondamentalement remis en question.
Le débat reste cependant enflammé entre les partisans de la thèse d'un réchauffement inégalé au XXe siècle depuis un millénaire et ses opposants. La question de savoir si le réchauffement au Moyen Âge était un phénomène global ou seulement limité à une partie de l'hémisphère nord est actuellement débattue,, :
- Emmanuel Le Roy Ladurie se montre prudent sur le « petit optimum médiéval » (POM), parfois présenté comme ayant duré plusieurs siècles et étendu au monde entier alors qu'il a été limité dans le temps et dans l'espace[8].
- Michael Mann et Phil Jones ont publié d'autres reconstitutions qui accordent à la période chaude du Moyen Âge moins d'importance que le réchauffement actuel[9].
- Moeberg et al. (2005)[10], Loehle et McCulloch (2008)[11], Soon et Baliunas (2003)[12] ont publié des reconstitutions faisant apparaître une période au sein du Moyen Âge plus chaude que la fin du XXe siècle. L'article de Willie Soon et Sallie Baliunas (2003) paru dans la revue Climate Research a lui-même été très critiqué pour sa faible qualité et pour le manque de rigueur de son processus de revue par les pairs. Ceci a même entraîné la démission de cinq des éditeurs de ce journal dont l'éditeur en chef.
- D'autres publications comme celle de Li et al. (2007) proposent des reconstitutions qui, au contraire, font apparaître un réchauffement des dernières décennies exceptionnel pour ce dernier millénaire[13].

## Controverses techniques
La reconstitution MBH98/MBH99 a fait l'objet de plusieurs controverses méthodologiques portant sur :
- le type de données privilégié (taille et densité des cernes des arbres, qui mêlent plusieurs facteurs climatiques focalisés sur les journées d'été et des facteurs purement individuels)
- les données sélectionnées (arbres au profil atypique)
- la couverture (géographiquement lacunaire et de plus en plus ténue avec l'ancienneté du temps)
- et surtout les méthodes statistiques (moyenne sur le XXe siècle, variance sur le millénaire aboutissant à une focalisation sur les crosses de hockey, surpondération de certaines données dendrochronologiques).

Une accusation de biais dans le choix des données et le traitement statistique a été formulée en 2003 par Steve McIntyre, un ingénieur de l'industrie minière, assisté de Ross McKitrick, un professeur d'économie, tous deux canadiens puis par Eward J. Wegman, chairman statistique de l'académie nationale des sciences (États-Unis), assisté de deux autres statisticiens dans leur rapport de juillet 2006 établi à l'issue d'un audit commandité par une commission parlementaire. Ce rapport indique notamment que le traitement statistique non modifié de Michael Mann permettrait d'obtenir une « crosse de hockey » avec des données aléatoires. En outre, le traitement avec un centrage différent des données permettrait de retrouver, bien que sur une base de données en nombre faible vu leur âge, la période chaude du Moyen Âge et le Petit Âge Glaciaire affichés dans le rapport 1990 du GIEC. Pour calculer sa reconstitution globale en fusionnant les nombreuses séries chronologiques des reconstitutions locales Michael Mann leur avait appliqué une analyse en composantes principales calculée avec la procédure remise en question : la moyenne était calculée sur le XXe siècle, et les coefficients de covariance étaient calculés sur l'ensemble des siècles étudiés, ce qui donnerait un poids dominant aux séries ayant une croissance forte au XXe siècle.
Le comité de l'académie nationale des sciences (États-Unis) chargé des reconstitutions climatiques des deux millénaires les plus récents a publié en juin 2006 un rapport modérant les conclusions de Michael Mann mais qualifiant de « plausible » sa thèse minimisant l'importance de la période chaude du Moyen Âge. Ce rapport accréditait également certaines critiques, concernant notamment la méthode statistique mise en cause pour un biais possible et la faiblesse de la couverture géographique aux temps anciens. Néanmoins, ce rapport a souligné certaines qualités originales de l'approche, notamment la méthode statistique une fois débiaisée.
D'autres études confirmant la courbe du hockey stick sont mentionnées à côté de celle-ci dans le rapport 2007 du GIEC.
En décembre 2011, le mathématicien et climatologue Pascal Yiou, du Laboratoire des sciences du climat et de l'environnement, conclut de la façon suivante : « qu'il y a bien eu une discussion technique légitime sur la méthode statistique utilisée pour traiter les données mais que les mêmes données traitées avec d'autres méthodes ne changent pas la forme de la courbe ».

## Controverses épistémologiques
Les circonstances ayant conduit à l'élaboration, la validation et la promotion de cette reconstitution controversée ont elles-mêmes fait l'objet de controverses. Ainsi le Dr. David Deming (en), éditeur de la revue Petroleum Geoscience et membre actif de deux think tanks conservateurs américains, géologue de formation, témoigne au cours d'une audition devant une commission du Sénat américain,[réf. nécessaire] qu'au milieu des années 1990, un climatologue influent lui avait suggéré par écrit de « se débarrasser du réchauffement climatique du Moyen Âge ».

## Attaques contre Michael Mann

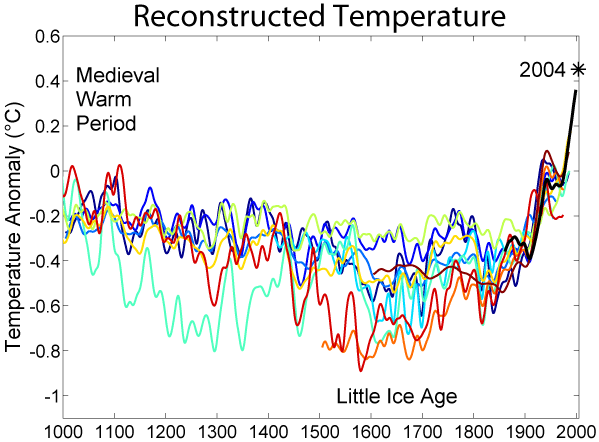
Reconstruction des températures globales depuis les 1000 dernières années.

En 2012, Michael Mann publie The Hockey Stick and the Climate Wars: Dispatches from the Front Lines (Columbia University Press), un ouvrage qu'il consacre comme son nom l'indique (« La crosse de hockey et la guerre du climat. Dernières nouvelles du front ») à la guerre à outrance menée contre les sciences du climat, campagne intense de diffamation essentiellement financée, d'après lui, par l'industrie et appuyée par le Parti républicain. Au-delà de la controverse que son étude a suscitée, des pressions sont réalisées directement à son encontre.
Fin 2009, à la veille de la conférence de Copenhague de 2009 sur les changements climatiques (COP15), ses courriels ainsi que ceux d'un certain nombre d'autres climatologues sont piratés et publiés sur la Toile. La plupart des phrases, sorties de leur contexte, laissent penser à des manipulations. Plusieurs enquêtes sont menées contre lui, notamment à l'instigation de Joe Barton, sénateur républicain, de Ken Cuccinelli (républicain, attorney général de l'État de Virginie de 2010 à 2014) et de la Pennsylvania State University où il est chercheur, mais elles n'aboutiront pas. Lorsque les choses s'emballent il est même menacé physiquement.

D'après Michael Mann : 

« Nier le changement climatique anthropique ou l'évolution est devenu un test de passage pour le Parti républicain […]. C'est quelque chose d'assez nouveau et de très effrayant. »